# Pseudoatetoza
Pseudoatetoza je neurološki simptom, oblik hiperkineze, kojeg karakteriziraju kretnje slične atetotskim (nevoljne, spore, crvolike kretnje ruku, stopala, lica ili jezika), koje su izraženije kod zatvorenih očiju. 
Pseudoatetoza nastaje zbog oštečenja osjeta propriocepcije (osjet pokreta mišića i položaja dijelova tijela).
Osjet propriocepcije može biti oštečen u bilo kojem dijelu proprioceptivnog osjetnog puta, od perifernog živca koji dovodi osjet, do parijetalne moždane kore.  